# Lista över Xbox-spel som är kompatibla med Xbox 360
Denna lista innehåller spel som fungerar på den första och ursprungliga Xboxenheten och som även fungerar på dess uppföljare Xbox 360.
Microsoft jobbar med att lägga fler spel till listan så fort det går, notera dock att för att kunna spela spelen behöver man en hårddisk (följer med premium-paketet, annars kostar den cirka 1 000 kr).
Se även: Lista över Xbox-spel som inte är kompatibla med Xbox 360
En av många förklaringar till varför det uppstår problem vid emulering av Xbox-spel på Xbox 360 finns att läsa hos Gamespot
| Titel                                                     | Europa | Japan | Nordamerika |
| --------------------------------------------------------- | ------ | ----- | ----------- |
| Air Force Delta Storm                                     | Ja     | Nej   | Ja          |
| Alias                                                     | Ja     | Nej   | Ja          |
| Aliens vs. Predator: Extinction                           | Ja     | Nej   | Ja          |
| All Star Baseball 2003                                    | Ja     | Nej   | Ja          |
| Amped: Freestyle Snowboarding                             | Ja     | Nej   | Ja          |
| Army Men: Sarge's War                                     | Ja     | Nej   | Ja          |
| Atari Anthology                                           | Ja     | Ja    | Ja          |
| ATV Quad Power Racing 2                                   | Ja     | Nej   | Ja          |
| Baldur's Gate: Dark Alliance II                           | Ja     | Nej   | Ja          |
| Barbarian                                                 | Ja     | Nej   | Ja          |
| Barbie Horse Adventures: Wild Horse Rescue                | Ja     | Nej   | Ja          |
| Batman Begins                                             | Ja     | Nej   | Ja          |
| Battle Engine Aquila                                      | Ja     | Nej   | Ja          |
| Battlestar Galactica                                      | Ja     | Nej   | Ja          |
| BMX XXX                                                   | Ja     | Nej   | Ja          |
| Brute Force                                               | Ja     | Nej   | Ja          |
| Buffy the Vampire Slayer: Chaos Bleeds                    | Ja     | Ja    | Ja          |
| Cabela’s Dangerous Hunts                                  | Ja     | Nej   | Ja          |
| Cabela’s Outdoor Adventures 06                            | Ja     | Nej   | Ja          |
| Cabela's Deer Hunt 2005                                   | Nej    | Nej   | Ja          |
| Cabela's Deer Hunt: 2004 Season                           | Nej    | Nej   | Ja          |
| Call of Cthulhu: Dark Corners of the Earth                | Ja     | Nej   | Ja          |
| Call of Duty: Finest Hour                                 | Ja     | Nej   | Ja          |
| Casino                                                    | Nej    | Nej   | Ja          |
| Chicago Enforcer                                          | Nej    | Nej   | Ja          |
| Circus Maximus                                            | Ja     | Nej   | Ja          |
| Close Combat: First to Fight                              | Ja     | Nej   | Ja          |
| Colin McRae 4                                             | Ja     | Nej   | Ja          |
| Combat Elite: WWII Paratroopers                           | Ja     | Nej   | Ja          |
| Commandos 2                                               | Ja     | Nej   | Ja          |
| Conflict: Desert Storm                                    | Ja     | Nej   | Ja          |
| Constantine                                               | Ja     | Ja    | Ja          |
| Crash Twinsanity                                          | Ja     | Nej   | Ja          |
| Crash Nitro Kart                                          | Ja     | Nej   | Ja          |
| Crimson Skies: High Road to Revenge                       | Ja     | Ja    | Ja          |
| Crouching Tiger, Hidden Dragon                            | Ja     | Nej   | Ja          |
| Dark Angel                                                | Ja     | Nej   | Ja          |
| Darkwatch                                                 | Ja     | Nej   | Ja          |
| Dead or Alive 3                                           | Ja     | Ja    | Ja          |
| Deathrow                                                  | Ja     | Nej   | Ja          |
| Digimon Rumble Arena 2                                    | Ja     | Nej   | Ja          |
| Dinotopia                                                 | Ja     | Nej   | Ja          |
| Drake of the 99 Dragons                                   | Nej    | Nej   | Ja          |
| Egg Mania: Eggstreme Madness                              | Ja     | Ja    | Ja          |
| Euro 2004                                                 | Ja     | Nej   | Nej         |
| ESPN MLS Extra Time 2002                                  | Ja     | Nej   | Ja          |
| F1 Championship Season 2001                               | Ja     | Nej   | Ja          |
| Fable                                                     | Ja     | Ja    | Ja          |
| Fable: The Lost Chapters                                  | Ja     | Nej   | Ja          |
| Fairly Odd Parents: Breakin' da Rules                     | Nej    | Nej   | Ja          |
| FIFA Football 2003                                        | Ja     | Nej   | Ja          |
| FIFA Football 2004                                        | Ja     | Nej   | Ja          |
| FIFA Street                                               | Ja     | Nej   | Ja          |
| Fight Night 2004                                          | Ja     | Nej   | Ja          |
| Fight Night Round 2                                       | Ja     | Nej   | Ja          |
| Ford Mustang Racing                                       | Ja     | Nej   | Ja          |
| Ford vs. Chevy                                            | Nej    | Nej   | Ja          |
| Forza Motorsport                                          | Ja     | Ja    | Ja          |
| Freedom Fighters                                          | Ja     | Nej   | Nej         |
| Frogger Beyond                                            | Nej    | Nej   | Ja          |
| Futurama                                                  | Ja     | Nej   | Ja          |
| Fuzion Frenzy                                             | Ja     | Nej   | Ja          |
| Genma Onimusha                                            | Ja     | Ja    | Ja          |
| Goblin Commander                                          | Ja     | Nej   | Ja          |
| Grand Theft Auto III                                      | Ja     | Nej   | Ja          |
| Grand Theft Auto Double Pack                              | Ja     | Ja    | Ja          |
| Grand Theft Auto: Vice City                               | Ja     | Nej   | Ja          |
| Grand Theft Auto: San Andreas                             | Ja     | Nej   | Ja          |
| Gravity Games Bike: Street. Vert. Dirt.                   | Ja     | Nej   | Ja          |
| Grooverider: Slot Car Thunder                             | Nej    | Nej   | Ja          |
| Half-Life 2                                               | Ja     | Nej   | Ja          |
| Halo: Combat Evolved                                      | Ja     | Ja    | Ja          |
| Halo 2                                                    | Ja     | Ja    | Ja          |
| Halo 2 Multiplayer Map Pack                               | Ja     | Ja    | Ja          |
| Harry Potter och den flammande bägaren                    | Ja     | Nej   | Ja          |
| Harry Potter och Hemligheternas kammare                   | Ja     | Nej   | Ja          |
| He-Man: Defender of Grayskull                             | Nej    | Nej   | Ja          |
| Hitman: Contracts                                         | Ja     | Ja    | Ja          |
| House of the Dead 3                                       | Ja     | Ja    | Ja          |
| Hulk                                                      | Nej    | Nej   | Ja          |
| IHRA Drag Racing 2005 Sportsman Edition                   | Nej    | Nej   | Ja          |
| IHRA Professional Drag Racing 2005                        | Nej    | Nej   | Ja          |
| The Incredible Hulk: Ultimate Destruction                 | Ja     | Nej   | Ja          |
| Jade Empire                                               | Ja     | Ja    | Ja          |
| James Bond 007: Nightfire                                 | Ja     | Nej   | Ja          |
| Judge Dredd: Dredd Vs. Death                              | Ja     | Nej   | Ja          |
| Jurassic Park: Operation Genesis                          | Ja     | Nej   | Ja          |
| Kabuki Warriors                                           | Nej    | Nej   | Ja          |
| Kelly Slater's Pro Surfer                                 | Ja     | Nej   | Ja          |
| Kill.Switch                                               | Nej    | Nej   | Ja          |
| Lemony Snicket's: A Series of Unfortunate Events          | Ja     | Nej   | Ja          |
| Loons: The Fight for Fame                                 | Ja     | Nej   | Ja          |
| The Lord of the Rings: The Return of the King             | Ja     | Nej   | Ja          |
| Manhunt                                                   | Ja     | Nej   | Ja          |
| Mat Hoffman's Pro BMX 2                                   | Ja     | Nej   | Ja          |
| Max Payne                                                 | Ja     | Nej   | Ja          |
| Max Payne 2: The Fall of Max Payne                        | Ja     | Nej   | Ja          |
| Medal of Honor: European Assault                          | Ja     | Nej   | Ja          |
| Medal of Honor: Frontline                                 | Ja     | Nej   | Ja          |
| Medal of Honor: Rising Sun                                | Ja     | Nej   | Ja          |
| Mega Man Anniversary Collection                           | Nej    | Nej   | Ja          |
| Metal Arms: Glitch in the System                          | Ja     | Ja    | Ja          |
| MicroMachines Odyssey                                     | Ja     | Nej   | Ja          |
| Mike Tyson Heavyweight Boxing                             | Ja     | Nej   | Ja          |
| Monster Garage                                            | Ja     | Nej   | Ja          |
| Mortal Kombat: Deception                                  | Ja     | Nej   | Nej         |
| MTV Music Generator 3                                     | Ja     | Nej   | Ja          |
| Murakumo                                                  | Nej    | Nej   | Ja          |
| MX World Tour featuring Jamie Little                      | Nej    | Nej   | Ja          |
| Namco Museum X Next Generation                            | Nej    | Nej   | Ja          |
| NBA Live 2004                                             | Ja     | Nej   | Ja          |
| Need for Speed: Underground 2                             | Ja     | Nej   | Ja          |
| NFL Blitz 2002                                            | Nej    | Nej   | Ja          |
| NFL Blitz 2003                                            | Nej    | Nej   | Ja          |
| NFL Blitz Pro                                             | Nej    | Nej   | Ja          |
| NHL 2004                                                  | Ja     | Nej   | Ja          |
| NHL Hitz 2003                                             | Ja     | Nej   | Ja          |
| Ninja Gaiden                                              | Ja     | Ja    | Ja          |
| Ninja Gaiden Black                                        | Ja     | Ja    | Ja          |
| Outlaw Golf 2                                             | Ja     | Nej   | Ja          |
| Outlaw Volleyball                                         | Ja     | Ja    | Ja          |
| Pariah                                                    | Ja     | Nej   | Ja          |
| Phantom Crash                                             | Ja     | Nej   | Ja          |
| Pinball Hall of Fame                                      | Ja     | Nej   | Ja          |
| Pitfall: The Lost Expedition                              | Ja     | Nej   | Ja          |
| Predator: Concrete Jungle                                 | Ja     | Nej   | Ja          |
| Prince of Persia: The Sands of Time                       | Ja     | Nej   | Ja          |
| Pro Evolution Soccer 5                                    | Ja     | Nej   | Ja          |
| Pro Race Driver                                           | Ja     | Nej   | Ja          |
| Pump it Up: Exceed                                        | Nej    | Nej   | Ja          |
| Pure Pinball                                              | Ja     | Nej   | Ja          |
| Puyo Puyo Fever                                           | Ja     | Ja    | Ja          |
| Quantum Redshift                                          | Ja     | Ja    | Ja          |
| Rayman Arena                                              | Nej    | Nej   | Ja          |
| Raze's Hell                                               | Ja     | Nej   | Ja          |
| Red Dead Revolver                                         | Ja     | Nej   | Ja          |
| Red Faction II                                            | Ja     | Nej   | Ja          |
| RedCard 2003                                              | Ja     | Nej   | Ja          |
| Robotech: Battlecry                                       | Ja     | Nej   | Ja          |
| Rocky: Legends                                            | Ja     | Ja    | Ja          |
| Rogue Ops                                                 | Ja     | Nej   | Ja          |
| Samurai Jack                                              | Nej    | Nej   | Ja          |
| Samurai Warriors                                          | Ja     | Nej   | Ja          |
| Scooby-Doo! Night of 100 Frights                          | Ja     | Nej   | Ja          |
| Scrapland                                                 | Ja     | Nej   | Ja          |
| SeaWorld: Shamu's Deep Sea Adventures                     | Ja     | Nej   | Ja          |
| Sega GT 2002                                              | Ja     | Nej   | Ja          |
| Shadow the Hedgehog                                       | Ja     | Ja    | Ja          |
| Shellshock: Nam '67                                       | Ja     | Nej   | Ja          |
| The Simpsons Road Rage                                    | Ja     | Nej   | Ja          |
| The Simpsons Hit & Run                                    | Ja     | Ja    | Ja          |
| Sneakers                                                  | Ja     | Nej   | Ja          |
| Sniper Elite                                              | Ja     | Nej   | Ja          |
| Soccer Slam                                               | Ja     | Nej   | Ja          |
| Sonic Heroes                                              | Ja     | Ja    | Ja          |
| Sonic Mega Collection Plus                                | Ja     | Ja    | Ja          |
| Speed Kings                                               | Ja     | Nej   | Ja          |
| Sphinx and the Cursed Mummy                               | Ja     | Nej   | Ja          |
| Splat Renegade Paintball                                  | Nej    | Nej   | Ja          |
| SpongeBob Square Pants: Battle for Bikini Bottom          | Ja     | Nej   | Ja          |
| Spy Hunter 2                                              | Ja     | Nej   | Ja          |
| Spyro: A Hero's Tail                                      | Ja     | Nej   | Ja          |
| SSX 3                                                     | Ja     | Nej   | Ja          |
| Stake: Fortune Fighters                                   | Ja     | Nej   | Ja          |
| Star Trek: Shattered Universe                             | Ja     | Nej   | Ja          |
| Star Wars: Battlefront                                    | Ja     | Nej   | Ja          |
| Star Wars: Battlefront II                                 | Ja     | Nej   | Ja          |
| Star Wars: Episode III – Revenge of the Sith              | Ja     | Nej   | Ja          |
| Star Wars: Jedi Knight: Jedi Academy                      | Ja     | Nej   | Ja          |
| Star Wars: Jedi Starfighter                               | Ja     | Nej   | Ja          |
| Star Wars: Knights of the Old Republic                    | Ja     | Nej   | Ja          |
| Star Wars: Knights of the Old Republic II: The Sith Lords | Ja     | Nej   | Ja          |
| Street Racing Syndicate                                   | Ja     | Nej   | Ja          |
| Stubbs the Zombie in "Rebel Without a Pulse"              | Ja     | Nej   | Ja          |
| Super Bubble Pop                                          | Ja     | Nej   | Ja          |
| Super Monkey Ball Deluxe                                  | Ja     | Ja    | Ja          |
| SX Superstar                                              | Ja     | Nej   | Ja          |
| Tecmo Classic Arcade                                      | Ja     | Nej   | Ja          |
| Teenage Mutant Ninja Turtles                              | Ja     | Nej   | Ja          |
| Terminator: Dawn of Fate                                  | Ja     | Nej   | Ja          |
| Test Drive: Eve of Destruction                            | Ja     | Nej   | Ja          |
| Tetris Worlds                                             | Ja     | Nej   | Ja          |
| The Great Escape                                          | Ja     | Nej   | Ja          |
| The Incredibles: Rise of the Underminer                   | Ja     | Nej   | Ja          |
| The Thing                                                 | Ja     | Nej   | Ja          |
| Thief: Deadly Shadows                                     | Ja     | Nej   | Ja          |
| Tom Clancy's Ghost Recon                                  | Ja     | Nej   | Ja          |
| Tom Clancy's Ghost Recon 2                                | Ja     | Nej   | Ja          |
| Tom Clancy's Ghost Recon 2: Summit Strike                 | Ja     | Nej   | Ja          |
| Tom Clancy's Rainbow Six 3                                | Ja     | Ja    | Ja          |
| Tom Clancy's Rainbow Six 3: Black Arrow                   | Ja     | Nej   | Ja          |
| Tom Clancy's Splinter Cell                                | Ja     | Nej   | Ja          |
| Tom Clancy's Splinter Cell: Chaos Theory                  | Ja     | Nej   | Ja          |
| Tom Clancy's Splinter Cell: Pandora Tomorrow              | Ja     | Nej   | Ja          |
| Tony Hawk's American Wasteland                            | Ja     | Nej   | Ja          |
| Tony Hawk's Pro Skater 4                                  | Ja     | Nej   | Ja          |
| Tony Hawk's Underground 2                                 | Ja     | Nej   | Ja          |
| Tork: Prehistoric Punk                                    | Nej    | Nej   | Ja          |
| Toxic Grind                                               | Ja     | Nej   | Ja          |
| Ty the Tasmanian Tiger                                    | Ja     | Nej   | Ja          |
| Ty the Tasmanian Tiger 2: Bush Rescue                     | Ja     | Nej   | Ja          |
| Ty the Tasmanian Tiger 3: Night of the Quinkan            | Ja     | Nej   | Ja          |
| UEFA Euro 2004                                            | Nej    | Nej   | Ja          |
| Urban Freestyle Soccer                                    | Ja     | Nej   | Ja          |
| Vexx                                                      | Ja     | Nej   | Ja          |
| Volvo: Drive for Life                                     | Nej    | Nej   | Ja          |
| World Series Baseball 2K                                  | Nej    | Nej   | Ja          |
| Worms 4: Mayhem                                           | Ja     | Nej   | Ja          |
| Worms Forts: Under Siege                                  | Ja     | Nej   | Ja          |
| WWE Raw 2                                                 | Ja     | Nej   | Ja          |
| XIII                                                      | Ja     | Ja    | Ja          |
| Yourself! Fitness                                         | Nej    | Nej   | Ja          |